# آنتون آلمان
آنتون آلمان (آلمانی: Anton Allemann; ۶ ژانویهٔ ۱۹۳۶ – ۳ اوت ۲۰۰۸) بازیکن فوتبال اهل سوئیس بود.
از باشگاه‌هایی که در آن بازی کرده‌است می‌توان به باشگاه ورزشی یانگ بویز، باشگاه ورزشی پی‌اس‌وی آیندهوون، باشگاه فوتبال لوتسرن، باشگاه فوتبال نورنبرگ، باشگاه فوتبال لشو دو فوند، و باشگاه فوتبال گراس‌هاپر زوریخ اشاره کرد.
وی همچنین در تیم ملی فوتبال سوئیس بازی کرده‌است.